# Лисиця і виноград
«Лисиця і виноград» — одна з байок, яку вважають твором Езопа, під номером 15 в Індексі Перрі. Байку переказували Бабрій, Федр, Жан де Лафонтен і Фелікс Марія Саманьєго. До нас байка дійшла у латинському варіанті Федра і в декількох грецьких варіантах — Бабрія. Байка «Лисиця та виноград» — одна з небагатьох, героєм якої є одна тварина.

## Сюжет
Історія про лисицю, яка намагається поїсти винограду з виноградника, але ягоди були надто високо і вона не може до нього дістатися. Тоді, йдучи геть, сказала сама собі: «Вони ще зелені!». Вона так і не скуштувала їх. Замість того, щоб визнати невдачу, вона стверджує, що вони небажані. У тексті байки з іронією описана ситуація, коли невдача оправдується тим, що насправді не було мети досягти успіху. Мораль Езопа лаконічна і влучна: «Так і деякі люди не можуть досягти успіху через брак сили, а звинувачують у цьому обставини».
У своїй версії «Байки Лафонтена» Маріанна Мур підкреслює його іронічний коментар до ситуації в останньому каламбурі: «Краще, я думаю, ніж озлоблене скигління».

## Текст
Давньоримський байкар Федр (близько 15 р. до н. е. — близько 50 р. н. е.) переповідає байку Езопа в шести рядках. Стиль Федра схематичний, стислий, абстрактний.
У давньогрецького байкаря Бабрія (II ст. н. е) текст байки також лаконічний — вісім рядків. Дослідники вважають, що байка дійшла до нас без істотних змін в деталях сюжету.
Версія Езопа говорить:

| (д.-гр.) «Ἀλώπηξ λιμώττουσα, ὡς ἐθεάσατο ἀπό τινος ἀναδενδράδος βότρυας κρεμαμένους, ἠβουλήθη αὐτῶν περιγενέσθαι καὶ οὐκ ἠδύνατο. Ἀπαλλαττομένη δὲ πρὸς ἑαυτὴν εἶπεν· «Ὄμφακές εἰσιν.» Oὕτω καὶ τῶν ἀνθρώπων ἔνιοι τῶν πραγμάτων ἐφικέσθαι μὴ δυνάμενοι δι' ἀσθένειαν τοὺς καιροὺς αἰτιῶνται.» (Езоп, Лисиця і виноград) | (укр.) «Голодний лис, як побачив грона винограду, що звисали з лози, хотів схопити їх, але не зміг. Відвернувшись, він сказав собі: "Вони нестиглі". Так само й дехто з людей, які через нездатність подолати труднощі, звинувачують обставини». |

тоді як латинський текст Phaedrus:

| (лат.) «Fame coacta vulpes alta in vinea uvam adpetebat, summis saliens viribus. Quam tangere ut non potuit, discedens ait: "Nondum matura est; nolo acerbam sumere." Qui, facere quae non possunt, verbis elevant, adscribere hoc debebunt exemplum sibi.» (Федр, Лисиця і виноград) | (укр.) «Гнанана голодом, лисиця намагалася дотягнутися до грона винограду високо на лозі, стрибаючи з усієї сили. Не дотягнувшись, вона вигукнула: "Він ще не дозрів, я не хочу зривати його недозрілим!". Той, хто применшує на словах те, що не може зробити, повинен застосувати цю парадигму до себе». |

## Аналіз

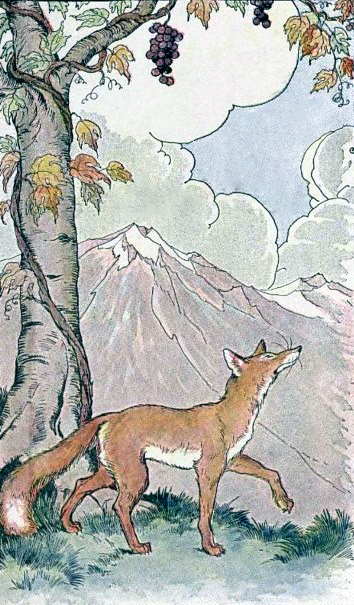
Хитра лисиця, яка дбає лише про свою вигоду, не змогла дотягнутися до винограду, і зі злості та роздратування вдає, що зневажає та применшує те, що недоступне: «Все одно, цей виноград кислий і несмачний. Хто його їстиме?»
Ілюстрація Майло Вінтера в «Езопі для дітей» байки Лисиця і виноград, 1919 рік.

Герої байки:
- Лисиця — є алегорією прагнення до легкої наживи, небажання чесно і наполегливо працювати. Людина, яка не хоче прикладати зусилля для досягнення мети, ухиляється від праці і таким чином нічого не досягає.

Мораль: полягає в тому, що люди (ми), не вміючи щось робити, зневажають людей або предмети. Є багато тих, хто вдає, що зневажає та применшує те, що недоступне для них. Коли ми не досягаємо чогось, що задумали, ми шукаємо привід як розраду, щоб перестати страждати через це, і вирішуємо відмовитися від цього.
Засуджуються: Езоп висміює людські вади: лінь і відсутність бажання думати.
Мова байки: лаконічна іронічна. Сюжет — простий.

## Історія
Як і багато інших байок Езопа, «Лисиця і виноград» могла бути взята з попередніх джерел або з усної традиції. Подібні зображення зустрічаються в інших культурах; наприклад, перське прислів'я говорить: кіт, який не може дотягнутися до м'яса, каже, що воно погано пахне.
У західній культурі ця байка була відома з давніх часів і цитувалася незліченну кількість разів. Жан де Лафонтен знову заримував це з тією самою назвою, додавши, що лисиця була «з Гасконі» або «з Нормандії». Серед сучасних екранізацій можна відзначити мультфільм із циклу «Кольорові рапсодії» Френка Ташліна (1941).
З цієї байки бере свій початок вислів «кислий виноград». В англомовному світі байка найбільш відома завдяки перекладам з вікторіанської епохи, в яких (можливо, щоб уникнути будь-яких сексуальних асоціацій) прикметник «незрілий», що стосується винограду, було замінено на «кислий» («суворий»). Від цього перекладу також походить англійська ідіома sour grape (кислий виноград), що вказує на поразку, яка заперечується.
У психології модель психічної поведінки лисиці з байки (мотив "зелений виноград"), розглядають як яскравий приклад раціоналізації — псевдораціонального пояснення власних прагнень, мотивів і вчинків, які мають у реальності зовсім інші причини, усвідомити які людина не бажає або не може. Реакція на "зелений виноград" виступає способом самозахисту від фрустрації шляхом знецінення мети. Байка про "зелений виноград" може слугувати ілюстрацією одного із перших прикладів постановки питання про зовнішню і внутрішню атрибуцію відповідальності — того, що в сучасній психології визначається як внутрішній і зовнішній локус контролю.

## Наслідування сюжету байки
Байки Езопа наслідували в різні часи представники різних народів. У XVII столітті у Франції сюжет Езопа був перекладений Лафонтеном для байки Le Renard et les Raisins. Згодом цей сюжет був використаний скульптором П'єром Жюльєном для пам'ятника Лафонтену. Російською мовою цю байку переповідали і перекладали Василь Тредіаковський (ХVІІІст.), Олександр Сумароков (ХVІІІст.), Іван Крилов XIX ст.), Лев Толстой (ХІХ ст.) та інші. Цікаво, що у байці Івана Крилова наголошується, що виноград був стиглий: «грона червоніли».